# Vráto
Vráto település Csehországban, a České Budějovice-i járásban. Vráto Rudolfov, Dubičné, Hůry és České Budějovice településekkel határos. Lakosainak száma 513 fő (2024. január 1.).

## Népesség
A település lakosságának változását az alábbi diagram mutatja:
| Lakosok száma | 245  | 387  | 1029 | 817  | 171  | 200  | 397  | 427  | 428  | 513  |
|               | 1869 | 1890 | 1921 | 1950 | 1980 | 2001 | 2017 | 2019 | 2022 | 2024 |